# Internationale Vereinigung für Rechts- und Sozialphilosophie, Deutsche Sektion
Die deutsche Sektion der Internationalen Vereinigung für Rechts- und Sozialphilosophie (IVR) ist eine wissenschaftliche Vereinigung auf dem Gebiet der Rechts- und Sozialphilosophie. Sie ist eine von 41 nationalen Sektionen der in aller Welt verbreiteten Internationalen Vereinigung für Rechts- und Sozialphilosophie (International Association for the Philosophy of Law and Social Philosophy). Die deutsche Sektion zählt derzeit fast vierhundert Mitglieder, die auch gleichzeitig Mitglieder der Welt-IVR sind.
Eng mit der deutschen Sektion der IVR verbunden, aber eigenständig und nicht auf Mitglieder aus Deutschland beschränkt, ist die Nachwuchsinitiative Junges Forum Rechtsphilosophie (JFR), die Anfang der 1990er Jahre ins Leben gerufen wurde.

## Aufgabe
Die deutsche Sektion der IVR ist ein eingetragener gemeinnütziger Verein zur Förderung der Wissenschaft. Zweck der Vereinigung ist gemäß Satzung die „Pflege und Förderung von Wissenschaft und Forschung im Bereich der Rechts- und Sozialphilosophie auf nationaler und internationaler Ebene“, wobei die Vereinigung für „jede wissenschaftliche Richtung offen“ ist. Zur Erfüllung dieses Zwecks führt die deutsche Sektion alle zwei Jahre wissenschaftliche Tagungen durch.

## Geschichte
Die Geschichte der deutschen Sektion der IVR beginnt mit der auf dem 2. Weltkongress der IVR in Wien 1959 beschlossenen Aufgliederung der IVR in verschiedene nationale Sektionen.  Der erste Kongress der deutschen Sektion der IVR fand 1961 in Frankfurt am Main statt.
1990 schlossen sich die Sektionen von BRD und DDR zu einer gesamtdeutschen Sektion zusammen.

## Vorstand
Der Vorstand der Vereinigung besteht aus dem ersten Vorsitzenden (Präsident), dem zweiten Vorsitzenden als Stellvertreter (Vizepräsident) sowie mindestens 6 und höchstens 10 weiteren Mitgliedern. Der Vorstand wird alle vier Jahre durch die Mitglieder gewählt. Erster und zweiter Vorsitzender sind gesetzliche Vertreter der Vereinigung.
Aktueller Vorstand (gewählt am 25. September 2018)
Der aktuelle Vorstand besteht aus folgenden Personen:
Präsident (Erster Vorsitzender): Klaus Günther (Frankfurt a. M.)
Vizepräsident (Zweiter Vorsitzender): Benno Zabel (Bonn)
Weitere Mitglieder (Beisitzer): Marietta Auer (Gießen), Stephan Kirste (Salzburg), Jochen Bung (Hamburg), Martin Borowski (Heidelberg), Armin Engländer (München), Andreas Funke (Universität Erlangen-München), Friederike Wapler (Mainz), Carsten Bäcker (Bayreuth), Sascha Ziemann (Frankfurt a. M.), Verena Klappstein (Universität Passau)

## Subsektionen
Die deutsche Sektion verfügt über zwei Subsektionen: den Arbeitskreis Ideengeschichte und die Regionalsektion Jena.
Der Arbeitskreis Ideengeschichte der Rechtsphilosophie wurde 1998 von Mitgliedern der deutschen Sektion als „lockerer Arbeitszusammenhang“ gegründet und verfolgt das Ziel, „zur Differenzierung gegenwärtiger rechtsdogmatischer und rechtstheoretischer Debatten beizutragen und sie auf ein philosophiegeschichtliches Fundament zu stellen“. Die alle zwei Jahre durchgeführten Tagungen sind in der Regel als Arbeitstagungen konzipiert und stellen das „quellennahe“ Studium von grundlegenden Texten in den Vordergrund.
Die Regionalsektion Jena der IVR wurde Anfang 1994 als formlose Diskussionsrunde der in Thüringen tätigen Rechtstheoretiker und Rechtspraktiker gegründet.

## Publikationen

### Tagungsbände
Übersicht über die Tagungsbände der deutschen Sektion der IVR (chronologisch sortiert):
- Werner Maihofer (Hrsg.): Ideologie und Recht, Referate des Kongresses der Deutschen Sektion der IVR 1966. Frankfurt am Main 1969.
- Thomas Würtenberger (Hrsg.): Rechtsphilosophie und Rechtspraxis. Referate auf der Tagung der Deutschen Sektion der IVR e.V. in Freiburg i.Br. am 7. Okt. 1970. Frankfurt am Main 1971.
- Theodor Viehweg / Frank Rotter (Hrsg.): Recht und Sprache. Vorträge auf der Tagung der Deutschen Sektion der Internationalen Vereinigung für Rechts- und Sozialphilosophie (IVR) in der Bundesrepublik Deutschland, Mainz, 3.10.–5.10.1974 (Reihe: Archiv für Rechts- und Sozialphilosophie, Beiheft, Bd. 9). Wiesbaden 1977.
- Winfried Hassemer / Arthur Kaufmann / Ulfrid Neumann (Hrsg.): Argumentation und Recht. Vorträge auf der Tagung der deutschen Sektion der Internationalen Vereinigung für Rechts- und Sozialphilosophie (IVR) in der Bundesrepublik Deutschland, München, 3.–6. Sept. 1978 (Reihe: Archiv für Rechts- und Sozialphilosophie, Beiheft, Bd. 14). Wiesbaden 1980.
- Norbert Achterberg / Werner Krawietz (Hrsg.): Legitimation des modernen Staates. Vorträge der Tagung der Deutschen Sektion der Internationalen Vereinigung für Rechts- und Sozialphilosophie (IVR) in der Bundesrepublik Deutschland vom 8.–11.10.1980 in Münster (Reihe: Archiv für Rechts- und Sozialphilosophie, Beiheft, Bd. 15). Wiesbaden 1981.
- Hubert Rottleuthner (Hrsg.): Recht, Rechtsphilosophie und Nationalsozialismus. Vorträge aus der Tagung der Deutschen Sektion der Internationalen Vereinigung für Rechts- und Sozialphilosophie (IVR) in der Bundesrepublik Deutschland vom 11. und 12.10.1982 in Berlin (West) (Reihe: Archiv für Rechts- und Sozialphilosophie, Beiheft, Bd. 18). Wiesbaden 1983.
- Ernst-Joachim Lampe (Hrsg.): Beiträge zur Rechtsanthropologie. Vorträge auf der Tagung der Deutschen Sektion der Internationalen Vereinigung für Rechts- und Sozialphilosophie (IVR) in der Bundesrepublik Deutschland, Bielefeld, 10 bis 13.10.1984 (Reihe: Archiv für Rechts- und Sozialphilosophie, Beiheft, Bd. 22). Stuttgart 1985.
- Ulrich Klug / Martin Kriele (Hrsg.): Menschen- und Bürgerrechte, Vorträge aus der Tagung der Deutschen Sektion der Internationalen Vereinigung für Rechts- und Sozialphilosophie (IVR) in der Bundesrepublik Deutschland vom 9.–2. Oktober 1986 in Köln (Reihe: Archiv für Rechts- und Sozialphilosophie, Beiheft, Bd. 33). Stuttgart 1988.
- Ralf Dreier (Hrsg.): Rechtspositivismus und Wertbezug des Rechts. Vorträge der Tagung der Deutschen Sektion der Internationalen Vereinigung für Rechts- und Sozialphilosophie (IVR) in der Bundesrepublik Deutschland, Göttingen, 12.–14. Oktober 1988 (Reihe: Archiv für Rechts- und Sozialphilosophie, Beiheft, Bd. 37). Stuttgart 1990.
- Maximilian Herberger / Ulfrid Neumann / Helmut Rüssmann (Hrsg.): Generalisierung und Individualisierung im Rechtsdenken. Vorträge der ersten gesamtdeutschen Tagung der Deutschen Sektion der IVR, Saarbrücken 10.–12.10.1990 (Reihe: Archiv für Rechts- und Sozialphilosophie, Beiheft, Bd. 45). Stuttgart 1992.
- Hans-Joachim Koch / Michael Köhler / Kurt Seelmann (Hrsg.): Theorien der Gerechtigkeit. 15. Tagung der Deutschen Sektion der IVR in Hamburg, 30.09.–2.10.1992 (Reihe: Archiv für Rechts- und Sozialphilosophie, Beiheft, Bd. 56). Stuttgart 1994.
- Hans Martin Pawlowski / Gerd Roellecke (Hrsg.): Der Universalitätsanspruch des demokratischen Rechtsstaates. Die Verschiedenheit der Kulturen und die Allgemeinheit des Rechtes. Referate der Tagung der Deutschen Sektion der IVR vom 28.–30.09.1994 in Mannheim (Reihe: Archiv für Rechts- und Sozialphilosophie, Beiheft, Bd. 65). Stuttgart 1996.
- Gröschner, Rolf / Martin Morlok (Hrsg.): Rechtsphilosophie und Rechtsdogmatik in Zeiten des Umbruchs. Tagung der deutschen Sektion der IVR in Jena 26.–28.09.1996 (Reihe: Archiv für Rechts- und Sozialphilosophie, Beiheft, Bd. 71). Stuttgart 1997.
- Ulfrid Neumann / Lorenz Schulz (Hrsg.): Verantwortung in Recht und Moral. Referate der Tagung der Deutschen Sektion der Internationalen Vereinigung für Rechts- und Sozialphilosophie vom 2.–3.10.1998 in Frankfurt am Main (Reihe: Archiv für Rechts- und Sozialphilosophie, Beiheft, Bd. 74). Stuttgart 2000.
- Winfried Brugger / Görg Haverkate (Hrsg.): Grenzen als Thema der Rechts- und Sozialphilosophie. Referate der Tagung der deutschen Sektion der Internationalen Vereinigung für Rechts- und Sozialphilosophie vom 22. bis 23.09.2000 in Heidelberg (Reihe: Archiv für Rechts- und Sozialphilosophie, Beiheft, Bd. 84). Stuttgart 2000.
- Jan C. Joerden / Roland Wittmann (Hrsg.): Recht und Politik. Jahrestagung der Internationalen Vereinigung für Rechts- und Sozialphilosophie (IVR), Deutsche Sektion, Frankfurt (Oder), 26.–29.09.2002 (Reihe: Archiv für Rechts- und Sozialphilosophie, Beiheft, Bd. 93). Stuttgart 2004.
- Robert Alexy (Hrsg.): Juristische Grundlagenforschung. Tagung der Internationalen Vereinigung für Rechts- und Sozialphilosophie (IVR) vom 23.–25.09.2004 in Kiel (Reihe: Archiv für Rechts- und Sozialphilosophie, Beiheft, Bd. 104). Stuttgart 2005.
- Horst Dreier / Eric Hilgendorf (Hrsg.): Kulturelle Identität als Grund und Grenze des Rechts. Akten der IVR-Tagung vom 28.–30. September 2006 in Würzburg (Reihe: Archiv für Rechts- und Sozialphilosophie, Beiheft, Bd. 113). Stuttgart u. a. 2008.
- Kristian Kühl (Hrsg.): Zur Kompetenz der Rechtsphilosophie in Rechtsfragen: Tagung der Deutschen Sektion der Internationalen Vereinigung für Rechts- und Sozialphilosophie vom 24.–26. September 2008 in Tübingen (Reihe: Archiv für Rechts- und Sozialphilosophie, Beiheft, Bd. 126). Stuttgart u. a. 2011.
- Matthias Kaufmann / Joachim Renzikowski (Hrsg.): Joachim Zurechnung und Verantwortung: Tagung der Deutschen Sektion der Internationalen Vereinigung für Rechts- und Sozialphilosophie vom 22.–24. September 2010 in Halle (Saale) (Reihe: Archiv für Rechts- und Sozialphilosophie, Beiheft, Bd. 134). Stuttgart u. a. 2012.
- Jochen Bung / Armin Engländer (Hrsg.): Souveränität, Transstaatlichkeit und Weltverfassung: Tagung der Internationalen Vereinigung für Rechts- und Sozialphilosophie (IVR) im September 2014 in Passau (Reihe: Archiv für Rechts- und Sozialphilosophie, Beiheft, Bd. 153). Stuttgart u. a. 2017.

### Enzyklopädie zur Rechtsphilosophie
Ein weiteres Publikationsformat ist die Enzyklopädie zur Rechtsphilosophie, die im Namen der Deutschen Sektion der Internationalen Vereinigung für Rechts- und Sozialphilosophie (IVR) und der Deutschen Gesellschaft für Philosophie (DGPhil) herausgegeben wird.

## Bibliographie
- Karl A. Mollnau (Hrsg.): Die Internationale Vereinigung für Rechts- und Sozialphilosophie und ihre Zeitschrift: Bibliographie, Statuten, Wirkungsgeschichtliches (Reihe: Archiv für Rechts- und Sozialphilosophie, Beiheft, Bd. 38). Stuttgart 1989.
- Carl Wellman: One Hundred Years of the IVR, in: Archiv für Rechts- und Sozialphilosophie (ARSP) 95 (2009), S. 1–13.
- Sascha Ziemann: Archiv für Rechts- und Sozialphilosophie: Bibliographie und Dokumentation (1907–2009) (Reihe: Archiv für Rechts- und Sozialphilosophie, Beiheft, Bd. 123). Stuttgart 2010.